# Ређина дел Боско (Модена)
Ређина дел Боско је насеље у Италији у округу Модена, региону Емилија-Ромања.
Према процени из 2011. у насељу је живело 13 становника. Насеље се налази на надморској висини од 18 м.